# Mezolitička umjetnost
Mezolitička umjetnost je umjetnička produkcija nastala u vrijeme srednjeg kamenog doba, mezolitika (grč. μεσος, mesos = sredina i λίθος, lithos = kamen); prijelaznog razdoblja između paleolitika u neolitik koje je trajalo od oko 10 000 god. pr. Kr. do oko 6500 god. pr. Kr. Likovna umjetnost se mijenja, špiljsko slikarstvo polako nestaje i zamjenjuje ga sve apstraktnija umjetnost.

## Pojava i odlike
Početak mezolitika obilježilo je završetak ledenog doba (pleistocena) s velikim klimatskim promjenama koje su dovele do promjena načina života lovaca-sakupljača. To je vrijeme organiziranog lova na brzu divljač kada se osim koplja s mikrolitskim vrhovima počinje koristiti luk i strijela, razvijanje ribolova u prvim čamcima. Novim načinom života smanjuju se migracije i omogućuje se stvaranje stalnijih naseobina.
U to vrijeme na Bliskom istoku nastaje i graditeljstvo od kamena, ali isključivo vjerske namjene. Takvo je svetište Göbekli Tepe u jugoistočnoj Anatoliji, u današnjoj Turskoj, najstariji poznati primjer monumentalne arhitekture, nastao oko 9600. pr. Kr.-8200. pr. Kr. (sedam tisućljeća prije Keopsove piramide u Gizi).

## Mezolitičko slikarstvo
U srednjem kamenom dobu zbile su se tri promjene od izuzetne važnosti za likovnu umjetnost. Prvo, teme špiljskog slikarstva su raznovrsnije i, osim životinjskog svijeta, pojavljuju se i ljudski likovi. Drugo, u oblikovanju se napušta naturalizam i zorno prikazivanje prirode, izbacuju se pojedinosti a likove se pojednostavljuje poput znakova (stilizacija). Ti su likovi često jednobojni, plošni i deformirani (izdužene noge trkača). Istodobno s pojavom organizirane grupe i podjele rada u društvenoj zajednici (goniči životinja i lovci u zasjedi), u špiljskom slikarstvu se javlja i kompozicija.
Umjetnost na stijenama u Sahari je primjer mezolitičkog slikarstva na kojima su prikazana krda goveda, te velike životinje poput krokodila, žirafa i slonova, ali i ljudske djelatnosti poput lova i plesa (Tasili n'Adžer, Alžir;Tadrart Akakus, Libija; Ennedi, Čad; Aïr, Niger). Ove slike imaju jasnu poveznicu s paleoliumjetnošću naroda San koji su djelovali oko 1200. pr. Kr. u špiljama južne Afrike.
U Europi najslavnija je špiljska umjetnost iberijskog mediteranskog bazena i petroglifi Alte (Norveška), 5000 kamenja s oko 3000 pojedinačnih petroglifa koji su rađeni od 4200. do 500. pr. Kr. Oni prikazuju prapovijesnu kulturu lovaca-sakupljača koji su lovili i kontrolirali krda sobova, pravili brodove, ribarili i prakticirali šamanske rituale kojima su obožavali medvjede i druge životinje.
Gobustanski petroglifi, 64 km jugozapadno od Azerbajdžanske prijestolnice Bakua, uglavnom prikazuju lov, ribolov, floru i faunu okolice, te način života koji se očuvao od prapovijesti do srednjeg vijeka.

## Plastična umjetnost
U ovom razdoblju se javljaju i prvi grobovi ljudi koji su bili pokapani s ogrlicama od kamena (npr. Grotta dell'Edera iz 6500. pr. Kr., Furlanija, sjeveroistočna Italija), školjaka i životinjskih zubi, nakitom od jantara (Zvejnieki u Latviji, 6100-2800. pr. Kr.), te s kamenim oruđem i oružjem (npr. groblje kulture Ertebolle u Vedbaeku, u Danskoj). Čamci i vesla su znala biti ukrašena geometrijskim šarama, kao u naselju Tybrind Vig na danskom otoku Fyn, gdje je pronađena i do sada najstarija pronađena tkanina u Europi, sačinjena od vlakana lipe i vrbe. Na dalekom sjeveru Norveške u Slettnesu, na otoku Soroya, pored ostataka mezolitičkih nastambi pronađeno je i kamenje na kojem su petroglifi šumskih životinja.
U nekim nalazištima je pronađena i jednostavna keramika, što ukazuje na kontakte lovaca-sakupljača s ranom neolitičkom kulturom linearno-vrpčaste keramike (npr. u Polderwegu, u Nizozemskoj iz 6. tisućljeća pr. Kr.). Keramika ipak nije dovoljan razlog da se ova društva svrstaju pod neolitičko razdoblje (u tehnološkom smislu), jer im nedostaju ostale (najbitnije) sastavnice "neolitičke revolucije", tj. uzgoj životinja i biljaka. Tako i južnoskandinavska kultura Ertebolle, koja je upotrebljavala keramiku (vidi gore), ali i Jomon kultura u Japanu gdje je pronađena ukrašena keramika iz oko 14.000. pr. Kr. (druga najstarija na svijetu) spada još uvijek u razdoblje mezolitika, tj. vrijeme lovaca-sakupljača.
Skulpture, kao što je Šigirski idol iz oko 9.000. pr. Kr. (najstarija drvena skulptura na svijetu iz oko 9.000. pr. Kr.), su jako rijetke i javljaju se uglavnom kao grobni prilozi, kao u groblju „Jelenski otok” na malom otoku na jezeru Onega (Rusija) gdje su pronađene skulpture koje prikazuju losa, zmija i ljudi, nastale između 6400. i 6000. pr. Kr.
Lepenski vir u Srbiji iz oko 7200. – 5000. pr. Kr., jedno je od najpoznatijih mezolitičkih i neolitičkih lokaliteta uopće. Tu su se nalazila staništa u obliku trapeznoga kružnog isječka okrenuta prema rijeci, tako da su u sredini tvorila slobodan prostor – trg. Na čvrstoj zemljanoj podnici nastambi, premazanoj crvenkastim vapnencem, bilo je pravokutno ognjište od kamenih blokova i popločani ulaz. Uz ognjište su se nalazili kameni žrtvenici i velike figuralne (ljudski lik, ribe) ili apstraktne skulpture izrađene od riječnih oblutaka. Figure su oblikovane naturalistički i izražajno sa snažnim lukom obrva, izduženim nosem i velikim (ribolikim) ustima. Kosa, brada, ruke i šake su prikazani na nekima u obliku stiliziranog reljefa. Njihov smještaj u kućnim svetištima i ribolikim značajkama, one pretpostavljaju povezanost s riječnim bogovima.

## Poveznice
- Prapovijesna umjetnost